# Нинхриц
Нинхриц (њем. Nünchritz) општина је у њемачкој савезној држави Саксонија. Једно је од 34 општинска средишта округа Мајсен. Према процјени из 2010. у општини је живјело 6.233 становника. Посједује регионалну шифру (AGS) 14627190.

## Географски и демографски подаци
Нинхриц се налази у савезној држави Саксонија у округу Мајсен. Општина се налази на надморској висини од 105 метара. Површина општине износи 31,2 km². У самом мјесту је, према процјени из 2010. године, живјело 6.233 становника. Просјечна густина становништва износи 200 становника/km².